# Sheik (The Legend Of Zelda)
Sheik er en figur i The Legend of Zelda: Ocarina of Time, og et af Prinsesse Zeldas alter ego'er. I spillet udgiver Zelda sig for at være en ung hankønssheikah ved navn Sheik. Med en stille stemme og det meste af ansigtet skjult, såvel som en velsiddende blå dragt med det røde Sheikah øje i midten, er figuren essentielt ugenkendelig som Zelda.
Sheik spiller harpe, og lærer Link nye sange til at hjælpe ham på hans rejse. Da Link ankommer i Temple of Time nær slutningen af spillet, bruger Sheik The Triforce of Wisdom og ændrer sig tilbage til Zelda. 
Det er blevet påstået i Super Smash Bros. Melee, at Zelda bruger sine magiske evner til at ændre sin hudfarve, sin hårlængde, øjenfarve og sit tøj. Oveni dette er stemmen bag Sheik i Ocarina of Time, Super Smash Bros. Melee og Super Smash Bros. Brawl en kvinde. Men da Link møder Princess Ruto i The Water Temple, refererer hun til Sheik som "en mand", og i Ocarina of Time-mangaen siges det at Zelda brugte The Triforce of Wisdom til faktisk at blive en hvid mand når hun var maskeret som Sheik. 
Sheik er en af figurene i Super Smash Bros. Melee og Super Smash Bros. Brawl, hvor Zelda kan forvandle sig om til Sheik under kamp som en af sine evner.